# 小厄爾策河

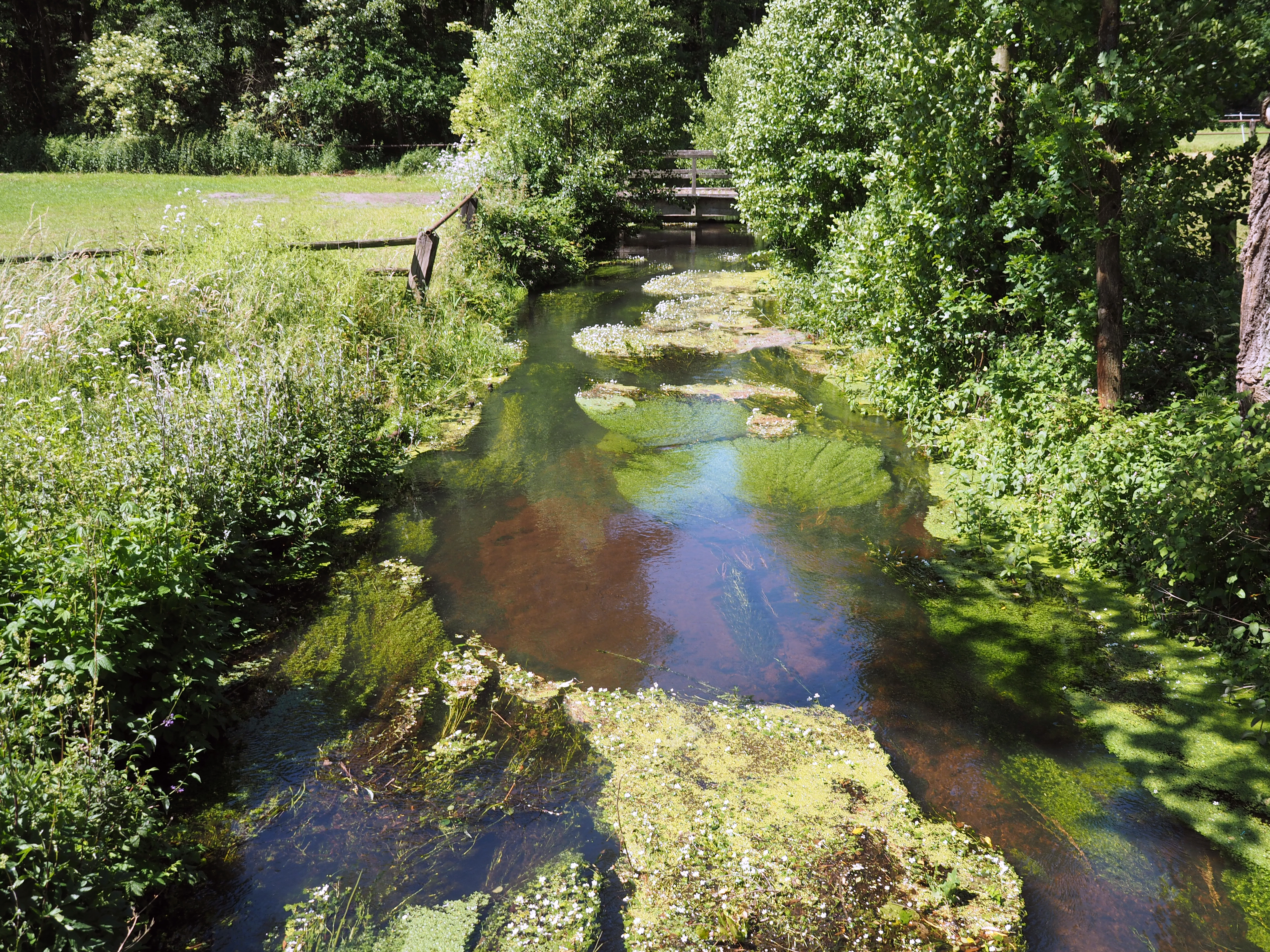
小厄爾策河

52°54′51″N 10°7′24″E / 52.91417°N 10.12333°E
小厄爾策河（德語：Kleine Örtze），是德國的河流，位於該國西北部，由下薩克森州負責管轄，屬於厄爾策河的支流，河道全長12.8公里，河口處在法斯貝格附近。

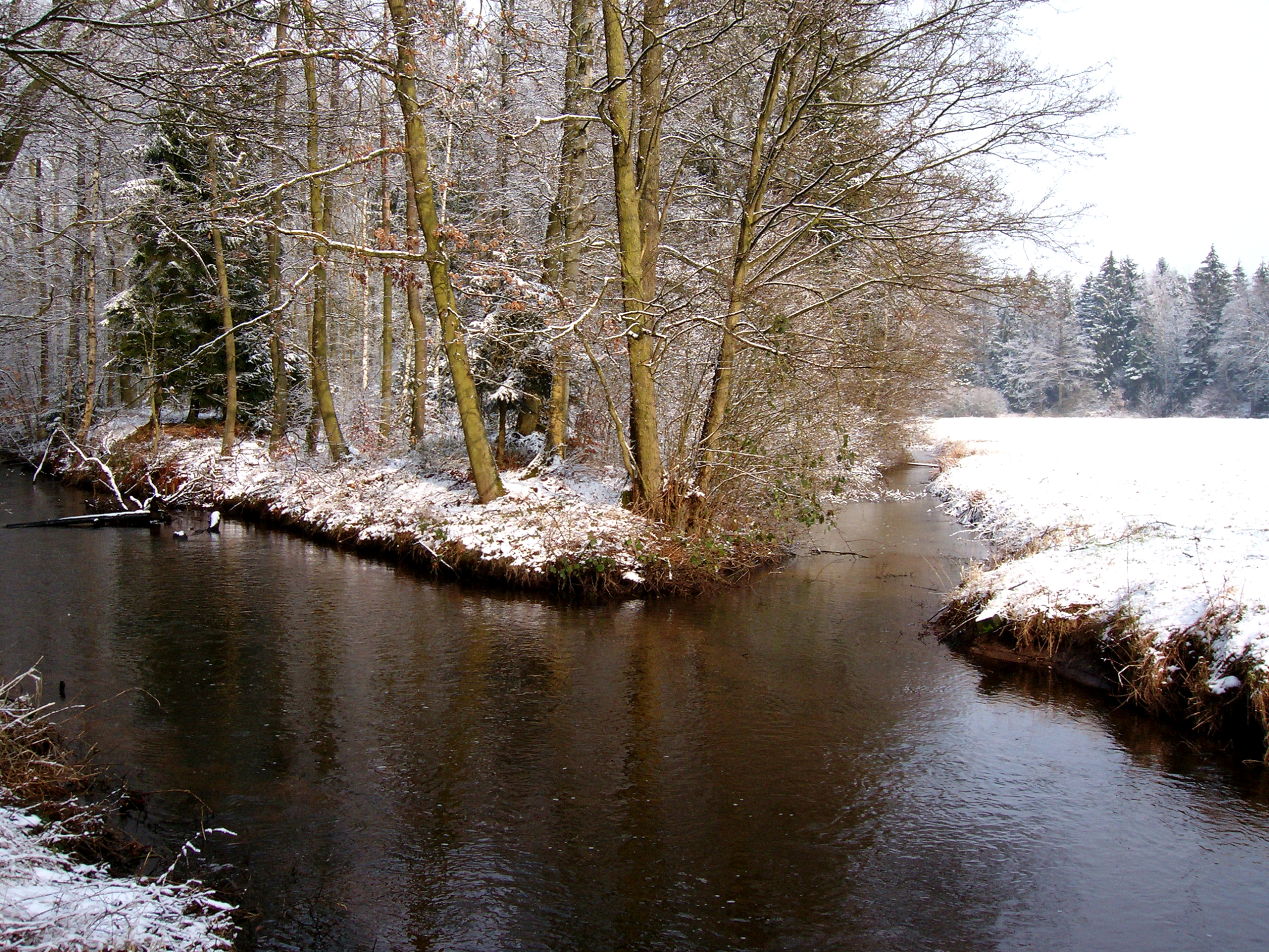
冬季河邊積雪